# Phidippus birabeni
Phidippus birabeni là một loài nhện trong họ Salticidae.
Loài này thuộc chi Phidippus. Phidippus birabeni được Cândido Firmino de Mello-Leitão miêu tả năm 1944.